# 芝清之
芝 清之（しば きよし、1923年（大正12年）3月28日 - 1998年（平成10年）1月12日、本名: 柴 清（しば きよし））は、大衆芸能・浪曲研究家、浪曲作家。
木馬亭の実質的な支配人で、『月刊浪曲』の創刊や編集発行も務めた浪曲界の生き字引的存在であった。諸芸懇話会会員。

## 生涯
東京出身、東京高等工業学校（現・東京工業大学）卒業。当初は建築会社の社長で坂東玉三郎の後援者であったが、衰退期にあった浪曲の将来を案じて1970年（昭和45年）より浪曲の歴史調査や資料収集を始め、その後社長職を弟に譲り、以後浪曲の再興のために尽力した。浪曲の台本執筆や木馬亭の経営に加わり後継者育成に注力するほか、1982年（昭和57年）に『月刊浪曲』を創刊した。1989年（平成元年）4月には収集資料の一部を国立演芸場内の演芸資料展示室にて展示し、同年第4回下町人間庶民文化賞を受賞した。
生前の芝は木馬亭にほぼ毎日出勤し（『月刊浪曲』編集部も同所にあった）、入口に陣取りパイプをくわえ、誰彼と無く客に声をかけるその姿は、当時の浪曲ファン・関係者には馴染みの風景であった。
1998年1月に木馬亭で予定されていた『新聞に見る浪花節変遷史』出版記念の浪曲会『浪花節変遷史』開催予定の直前に死去。初七日にあたる18日に行われた公演は追悼の会となり、大入り満員となった。
2019年から横浜にぎわい座三代目館長となった演芸評論家の布目英一は、芝の後を引き継ぎ、終刊（2012年(平成24年）12月号）まで『月刊浪曲』の編集人を務めた。
メディア出演は、浪曲関連を中心に多数。

## 著書
- 柴清『茶色の眼』（自費出版）、1972年10月。
- 芝清之『浪曲人物史 その系図と墓誌録』上方芸能 編集部、1977年12月1日。
- 芝清之『東西浪曲大名鑑』東京かわら版、1982年。NCID BA48205505
- 芝清之『浪花節 : 東京市内・寄席名及び出演者一覧 』月刊浪曲編集部、1986年。JP番号 87007797
- 芝清之『浪花節. ラジオ・テレビ出演者及び演題一覧』月刊浪曲編集部、1986年6月。JP番号 87025030
- 芝清之『日本浪曲大全集』月刊浪曲編集部、1989年。NCID BN07694719
- 芝清之編『東家浦太郎関東節ひとすじ : 芸談・出演日誌 昭和九年～昭和五十六年』浪曲編集部、1994年。JP番号 94053742
- 芝清之『新聞に見る浪花節変遷史. 明治篇』月刊浪曲編集部、1997年2月。JP番号 98033938
- 芝清之『新聞に見る浪花節変遷史. 大正篇』月刊浪曲編集部、1997年6月。JP番号 98003827

## 参考資料
- 長田衛『浪曲定席 木馬亭よ、永遠なれ。 芸豪烈伝+浪曲日記』創英社/三省堂書店、2014年2月14日。ISBN 978-4881428337 p.239-242
- 唯二郎『実録浪曲史』p.340

## メディア出演（NHK分）
- NHKクロニクル「芝清之」番組確定表検索　※民放の出演分は除く。